# لويس لولوار
لويس لولوار (بالفرنسية: Luis Federico Leloir) هو عالم كيمياء حيوية، وطبيب، وصيدلي أرجنتيني، ولد في 6 سبتمبر عام 1906 بباريس وتوفي يوم 3 ديسمبر عام 1987 ببوينس آيرس.
ولد لويس لولوار في باريس ولكنه انتقل حين كان صغيراً مع عائلته إلى الأرجنتين حيث بدأ بدراسة الطب سنة 1924 في جامعة بوينس أيرس. حصل على الدكتوراه في الطب سنة 1932. عمل بعد ذلك مساعد باحث في معهد الفيزيولوجيا بالجامعة، وفي سنة 1947 أصبح مدير معهد الأبحاث في الفيزيولوجيا بمؤسسة كمبومار. أجرى خلال الخمسينات أبحاثاً حول السكريات في الاستقلاب وأثبت أن عديد السكاريد تتكون من ذرات ابتدائية.
حصل سنة 1970 على جائزة نوبل في الكيمياء لاكتشافه المسارات الأيضية في اللاكتوز ليصبح بذلك ثالث أمريكي جنوبي يحصل على جائزة نوبل، كما كان أول عالم يحصل على جائزة لويزا غروس هورويتز في تاريخها سنة 1967، وهو زميل في الجمعية الملكية.

## السيرة الذاتية

### مرحلة الطفولة والمراهقة
أدت إصابة والدهِ «فيدريكو لولوار» بأحدى الأمراض، وضرورة إجرائهِ لعملية في المركز الطبي بفرنسا، إلى سفر آبائه من بوينس آيرس إلى باريس في منتصف عام1906م(كانت والدتهِ حينذاك في مرحلة متقدمة من حملها). وبعد وفاة والده بأسبوع وُلِد لويس فيدريكو لولوار في اليوم السادس من سبتمبر في منزل قديم في لاروا ڤيكتور هوجو 81 بالعاصمة الفرنسية. عاد لولوار إلى مسقط رأسه عام1908م، وعاش مع أخواتهِ الثمانية في أراضي بامبمانس الشاسعة التابعة لسهول أمريكا الجنوبية ، والتي أشتراها أجدادهم بعد هجرتهم من إسبانيا، والتي تعادل نحو 40,000هكتار، وتسمى التويو التي تضم الساحل البحري من مدينة سان كلامنتا التويو حتى مار دا أخو.
بالكاد استطاع لولوار تعلم القراءة بمفردهِ وهو في عمر الرابعة، وذلك من خلال الجرائد اليومية التي كانت تشتريها عائلته، وذلك ليظل على معرفة بالموضوعات الخاصة بالزراعة، وتربية الماشية والدواجن. وفي سنواته الأولى اهتم بعناية فائقة بملاحظة كل الظواهر الطبيعية، وكانت قراءاته تتجه نحو الموضوعات المتعلقة بالعلوم الطبيعية والبيولوجية.
وكانت دراساته الأولى تتراوح ما بين المدرسة العامة سان مارتين، ومدرسة لاكوردايرا، ومدرسة سلفادور، ومدرسة بياومونت (كانت بإنكلترا). وكان معدل درجاته الدراسية ليست بالجيد، أوبالسئ، وانتهى سريعاً عندما ترك دراسته بقسم العمارة، والتي بدئها في معهد بوليتكنيكو بباريس.

### مرحلته المهنية

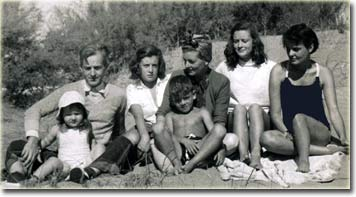
صورة عائلية على الساحل الأرچنتيني 1951

وألتحق من جديد في بوينس آيرس بكلية الطب في جامعة بوينس آيرس ؛ للحصول على درجة الدكتوراة في مهنتهِ الطبية. كانت بداياته صعبة حيث كان يتطلب عليه الخضوع لاختبار مادة التشريح أربعة مرات، لكن عام1932حصل على شهادة الدبلومة، وبدأ عمله كمقيم بمستشفى كلينيكاس خوسيه دا سان مارتين، ثم طبيباً داخلياً بمستشفى راموس ماخيا. قرر لولوار أن يُكرس نفسه للبحث المعملي بعد أن واجه العديد من الصراعات الداخلية، والصعوبات من جهة المعاملة التي كانت تتطلب عليه نحو المرضى.
وعام 1933م تعرف على الدكتور الأرچنتيني برناردو هوساي والذي وجه رسالة الدكتوراة الخاصة بلولوار نحو الغُدد الكِظرية، وأيض هيدرات الكربون. كان اكتشاف ذلك صدفة لإنهاء تعامل مع جزء من ابنة عمه الكاتبة والمحررة فيكتوريا أوكامبو زوجة الطبيب كارلوس أودا وندو(طبيب أمراض الجهاز الهضمي) والذي يُعد صديق الدكتور هوساي. بدأ لولوار العمل بجانب العالم الأرچنتيني الأول هوساي، وفاز عام1947م بجائزة نوبل في الطب أو علم وظائف الأعضاء. وتطورت العلاقة بين كلايهما، وتعاونوا في العديد من المشروعات حتى وفاة هوساي عام1971م، وفي أحد محاضرات عن هوساي، وبعد فوزه بجائزة نوبل صرح بإن شخص واحد فقط هو من أثر في مهنتهِ البحثية وهو الدكتور برناردو هوساي.
مُنِحت رسالة الدكتوراة الخاصة به-التي أتمها في سنتين- على جائزة الكلية كأفضل رسالة دكتوراة، ومن جانب أستاذه اكتشف تأهيله في العلوم كالفيزياء، والرياضيات، والكيمياء، والبيولوچي، ولهذا السبب شرع في حضور محاضرات في تلك التخصصات كطالب مستمع في كلية العلوم الطبيعية والدقيقة بجامعة بوينس آيرس.
عام1936م سافر لولوار إلى إنكلترا؛ ليبدأ دراساته المتقدمة بجامعة كامبريدج تحت إشراف فريدريك هوبكنس الذي قد حصل على جائزة نوبل عام 1929م عن دراساته في الفلسفة والطب بعد اكتشافه فيتامين أساسي لصحة جيدة. تركزت دراسات لولوار في المعمل البيولوچي بكامبريدج على الانزيمات وخاصةً تأثير السيانيدات(سيانيد) ، والبيروفوسفات على إنزيم سكسينيد دي هيدروجينيز، ومن تلك اللحظة تخصص لولوار في أيض الكربوهيدرات.

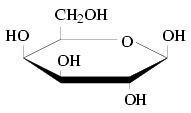
التركيب الكيميائي للجالاكتوز. اكتشف ليلوار وفريقه أنه في الجالاكتوز في الدم ، يفتقر المرضى إلى الإنزيم الضروري (Galactose-1-phosphate uridylyltransferase) لتحويل الجالاكتوز غير القابل للاستخدام إلى جلوكوز قابل للاستخدام.

عام 1943م اضطر لترك البلاد منذ أن تم طرد هوساي من كلية الطب لتوقيعه على خطاب معارض لنظام النازي نازية بألمانيا، وتدعيمه للحكومة العسكرية المُقادة بواسطة بيدرو بابلو راميريز ، أيضاً بالإضافة إلى دعمه لخوان بيرون. وكانت الولايات المتحدة هي مقصده، حيث تولى منصب باحث مشارك في قسم علم الأدوية في جامعة واشنطن ، إلى جانب الزوجين كارل كوري ، وجرتي كوري المتقاسمين لجائزة نوبل في الطب عام1947م مع الأرچنتيني برناردو هوساي. أيضاً تقاسم الأبحاث مع الأستاذ جرين في مختبر الأنزيم للبحث بكلية الأطباء والجراحين بنيويورك. قبل أن يغادر لولوار إلى المنفى تزوج من أميليا سوبر بولار، والتي أنجب منها ابنته التي حملت نفس الاسم.

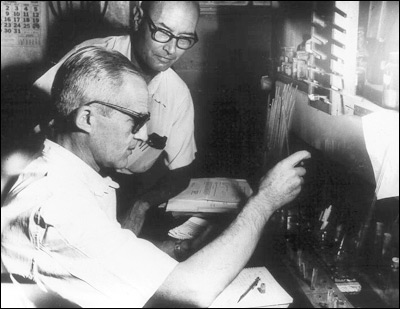
لويس لولوار وكارلوس أوخنيو كارديني في معهد كامبومار1960

عام1945م عاد إلى الأرچنتين ليعمل بالمعهد الذي يديره برناردو هوساي، والذي كان يحمل اسم «معهد الأبحاث الكيمياء الحيوية التابع لمؤسسة كامبومار» سابقاً، والذي كان سيديره لولوار منذ أن تم إنشائه على يد رجل الأعمال خايمى كامبومار.
عام 1947م قام بتشكيل فريق عمل مع رانول كابوتو، وأنريكو كابيب، وراؤول تروكو، وأليخاندرو بالديني، وكارلوس كارديني، وخوسيه لويس رايسينج الذين قام معهم بالبحث، واكتشاف لماذا تحث الكلية(كلية) على ارتفاع ضغط الدم الشرياني عند المرضى. وفي نفس العام اقترح زميله بالمختبر رانول كابوتو مشكلة في أبحاثه البيولوچية لعدد الثدي(غدد ثديية) ؛ ولهذا السبب ضم إلى فريقه أليخاندرو بالديني ، وتحقق أن في الاستشراب(استشراب) استطاعوا فصل مادة النوكليوتيدات من السكر والتي تسمى يوريدين ثنائي فوسفات الجلوكوز(UDPG) ، وفي النهاية استطاعوا فهم عملية تخزين الكربوهيدرات، وتحويلها إلى احتياطيات الطاقة.
في بدايات عام1948م استطاع فريق لولوار تحديد مركبات السكر التي تلعب دوراً رئيسياً في عملية التمثيل الغذائي للكربوهيدرات(أيض) مما أدى إلى تحويل المعهد إلى مركز عالمي مشهور مباشرة بعد حصول لولوار على جائزة المجتمع العلمي الأرچنتيني.
على الرغم من أن لولوار تم حبسه في أواخر عام 1957م من قبل مؤسسة روكفيلر ، ومستشفى ماساتشوستس العام للهجرة إلى الولايات المتحدة -كأستاذه هوساي- لكن لولوار كان يُفضل البقاء، والاستمرار بالعمل في الأرچنتين. ونظراً لأهميته قررتمعاهد الصحة الوطنية الأمريكية ، ومؤسسة روكفيلر دعم أبحاث لولوار.
وفي العام التالي وقع اتفاقية مع عميد كلية العلوم الطبيعية الدقيقة بجامعة بوينس آيرس-رولاندو جرسيا- الذي أنشأ معه معهد الكيمياء الحيوية للأبحاث في كلية العلوم الطبيعية الدقيقة، والذي عُين به أساتذة لولوار كلاً من كارلوس يوخينيو كارديني، وأنريكو كابيب. وقد ساهم ذلك في جذب الطلبة الجامعية للبحث العلمي مما أثر في كُبر المعهد. كما وصل أيضاً إلى المعهد العديد من الباحثين، والأعضاء من الولايات المتحدة، واليابان، وانكلترا، وفرنسا، وإسبانيا، والعديد من دول أمريكا اللاتينية.
وبحلول ذلك الوقت، كان لولوار يتم العمل المخبري بالتزامن مع التدريس كأستاذ زائر بكلية العلوم الطبيعية، وهي المهمة التي توقفت فقط لإكمال دراسته في جامعة كامبريدج، ومختبر الأنزيم للأبحاث في الولايات المتحدة.

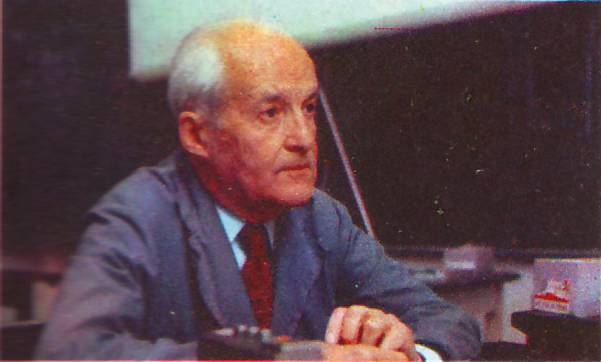
لويس لولوار عام1982

تغلبت إرادته البحثية على الصعوبات المالية التي يواجهها المعهد. ومن خلال أدوات محلية الصنع، تكرس لولوار لدراسة العملية الداخلية التي من خلالها يستقبل الكبد الجلوكوز، وينتج الجليكوچين والمادة الأولية لاحتياطات الطاقة الكائن الحي، وبجانب ماوريسيو مونيز استطاع أكسدة الأحماض الدهنية (حمض دهني) مع مقتطفات من الخلايا الكبدية.
عام 1970م حصل على جائزة نوبل في الكيمياء، وكان أول ايبرو أمريكي يحصل عليها. تخصص فريقه في دراسة بروتين سكري - جزيئات(جزئ) التوضيح في الخلية(خلية) ، وقاموا بتحديد سبب الجلاكتوسيميا(جلاكتوسيميا)-مرض خطير يظهر من الحساسية المفرطة للألبان. تُعرف التحولات البيولوچية للاكتوز في مكوناته في العالم العلمي بأسماء (طريق لولوار). تبرع ب 80مليون دولار من المكافأة لمعهد كامبومار للاستمرار المختبر في البحث.

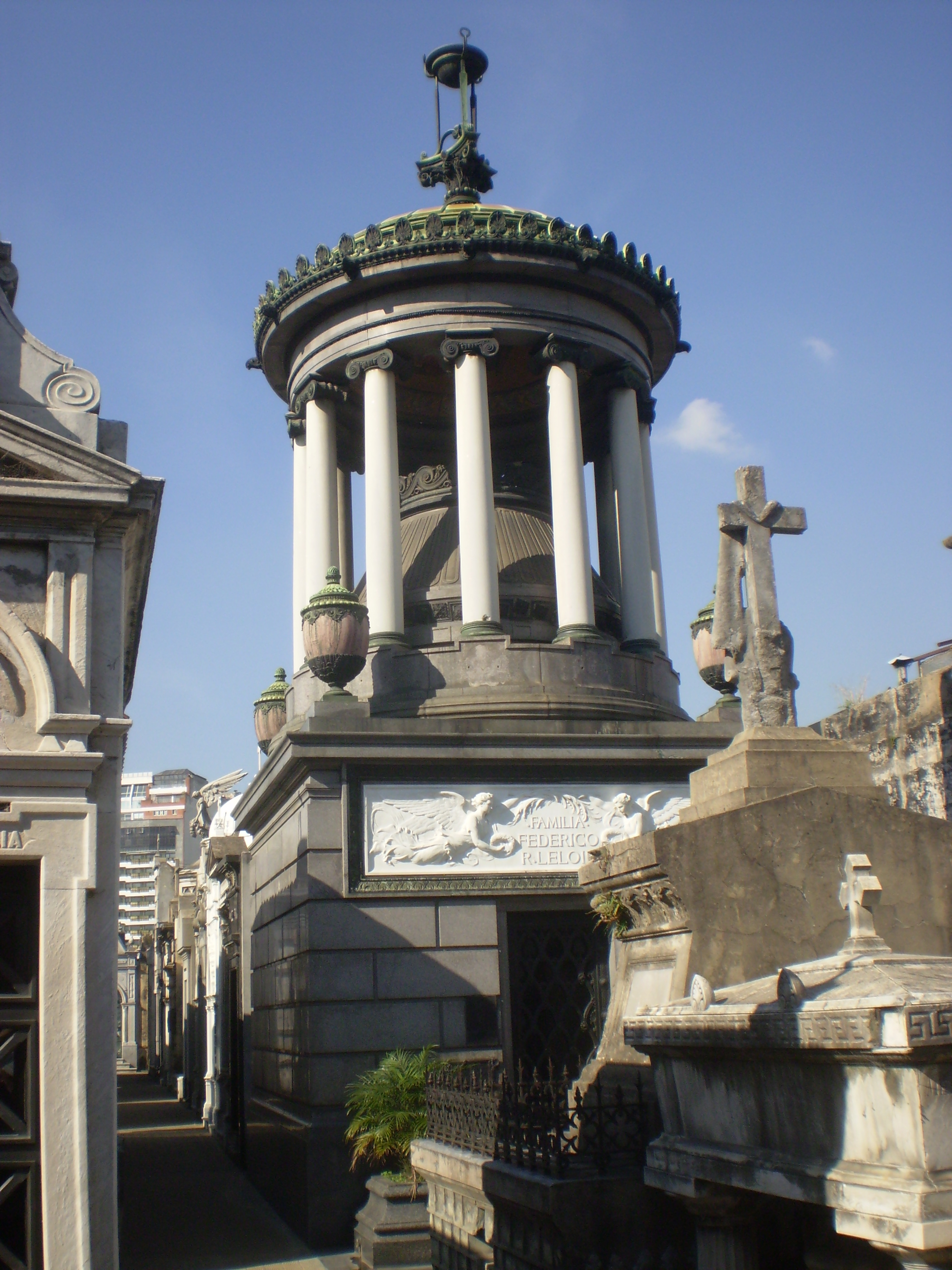
مقبرته في مقبرة لا ريكوليتا

توفي في 2ديسمبر عام1987م في بوينس آيرس عن عمر 81عام، بعد إصابته بأزمة قلبية بعد وقت قصير من وصوله بمعمله الخاص بالمنزل. ودفن في مقبرة لا ريكوليتا.

## الجوائز
- 1943م-الجائزة الوطنية الثالثة للعلوم.
- 1966م- جائزة مؤسسة بانج وبورن.
- 1966م- جائزة مؤسسة جاردينير، كندا.
- 1967م- جائزة لويزا غروس هورويتز -جامعة كولومبيا.
- 1968م- جائزة بنيتو خوارس.
- 1968م- دكتور هونوريس كوسا -جامعة قرطبة الوطنية.
- 1968م- جائزة دكتور چون.چ.چ.كيلي(جائزة كيلي) الجمعية الكيميائية الأرچنتينية.
- 1970م- جائزة نوبل للكيمياء.
- 1971م- وسام أندريس بيو.
- 1976م- وسام بيرناردو أوهيچينس.
- 1982م- وسام جوقة الشرف بواسطة الحكومة الفرنسية.
- 1983م- جوائز كونكس في العلوم والتكنولوجيا.

## وصلات خارجية
- لويس لولوار على موقع الموسوعة البريطانية (الإنجليزية)
- لويس لولوار على موقع مونزينجر (الألمانية)
- لويس لولوار على موقع إن إن دي بي (الإنجليزية)
- سيرة لويس لولوار على موقع جوائز نوبل (بالإنجليزية)
- Fundación Instituto Leloir
- The Official Site of Louisa Gross Horwitz Prize